# Boulevard Poissonnière
Pour les articles homonymes, voir Poissonnière.
Le boulevard Poissonnière est une voie située à la lisière des 2e et 9e arrondissements de Paris.

## Situation et accès
Il fait partie de la chaîne des Grands Boulevards constituée, d'ouest en est, par les boulevards de la Madeleine, des Capucines, des Italiens, Montmartre, Poissonnière, Bonne-Nouvelle, Saint-Denis, Saint-Martin, du Temple, des Filles-du-Calvaire et Beaumarchais.
Ce site est desservi par les stations de métro Grands Boulevards et Bonne Nouvelle.

## Origine du nom
Le boulevard doit son nom à la rue Poissonnière toute proche, qui le tient elle-même du fait qu'elle faisait partie du chemin des Poissonniers, itinéraire par lequel les poissons approvisionnant les Halles arrivaient dans Paris, depuis le littoral du nord de la France.

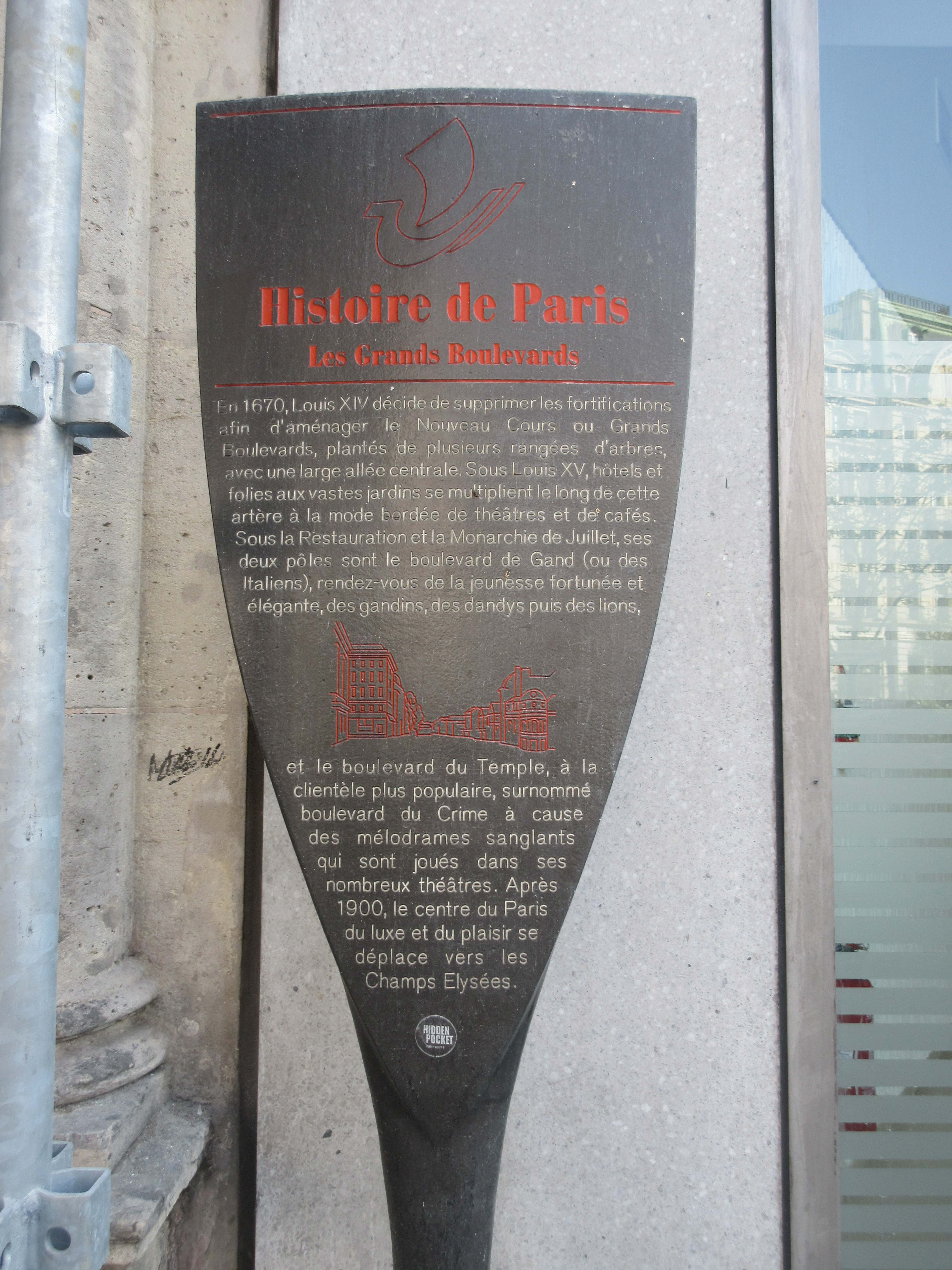
Panneau Histoire de Paris « Les Grands-Boulevards ».

## Historique

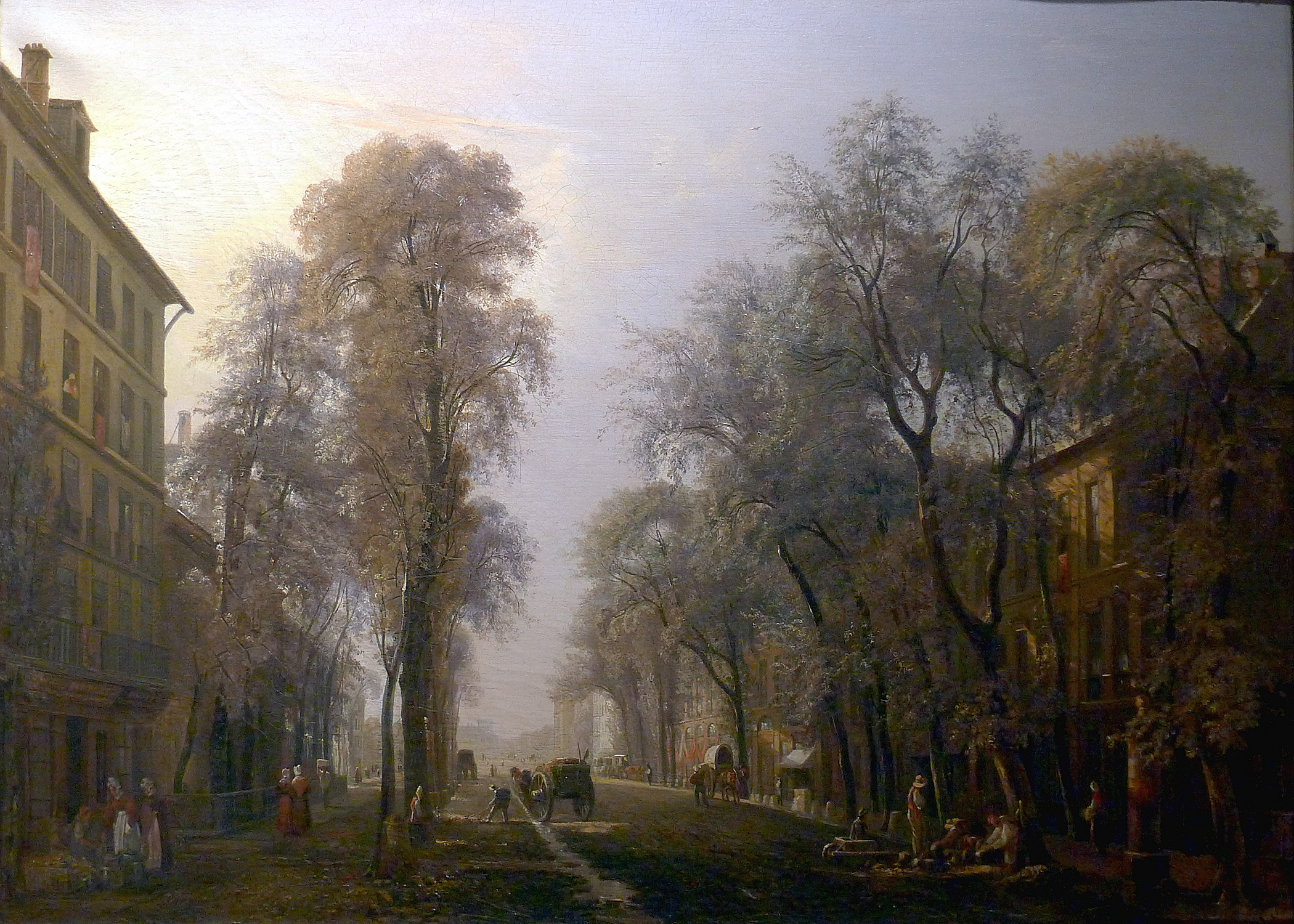
Isidore Dagnan, Le Boulevard Poissonnière en 1834, huile sur toile, musée Carnavalet (Paris).

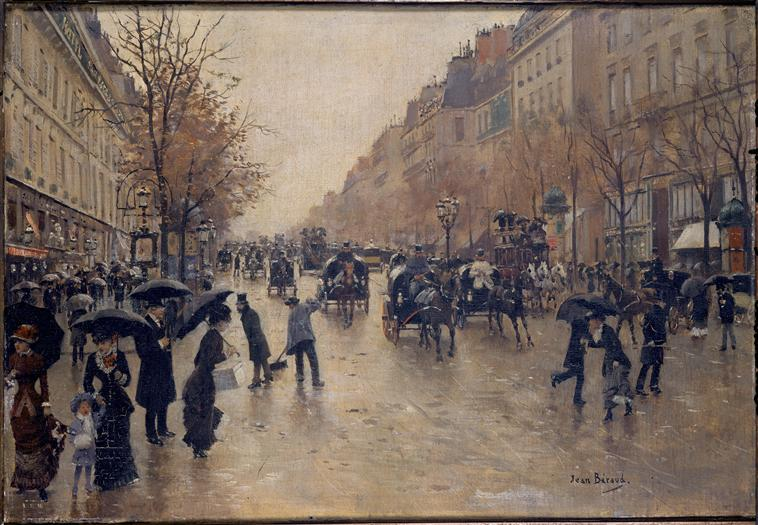
Jean Béraud, Boulevard Poissonnière sous la pluie, vers 1890.

Le boulevard Poissonnière a été créé après la suppression décidée en 1670 de l'enceinte de Louis XIII devenue obsolète, en avant du bastion 5 (« bastion Saint-Fiacre ») de ce rempart, à travers des jardins maraichers. Il a été formé en voirie en vertu de lettres patentes de juillet 1676.
L'espace entre le boulevard et le rempart et sur les terrains de l'ancienne fortification, soit approximativement un tracé irrégulier de l'angle de la rue de la Lune et de la rue Poissonnière à celui entre les rues des Jeûneurs et Montmartre, s'est urbanisé au début du XVIIIe siècle notamment avec la construction d'hôtels particuliers de prestige, conçus par des architectes inspirés, dans le style néoclassique, et dont il reste quelques témoignages.
Une ordonnance royale du 4 mai 1826 fixe la largeur de la voie à 35 mètres.
Durant les Trois Glorieuses, la voie fut le théâtre d'affrontement entre les insurgés et la troupe.

## Bâtiments remarquables et lieux de mémoire

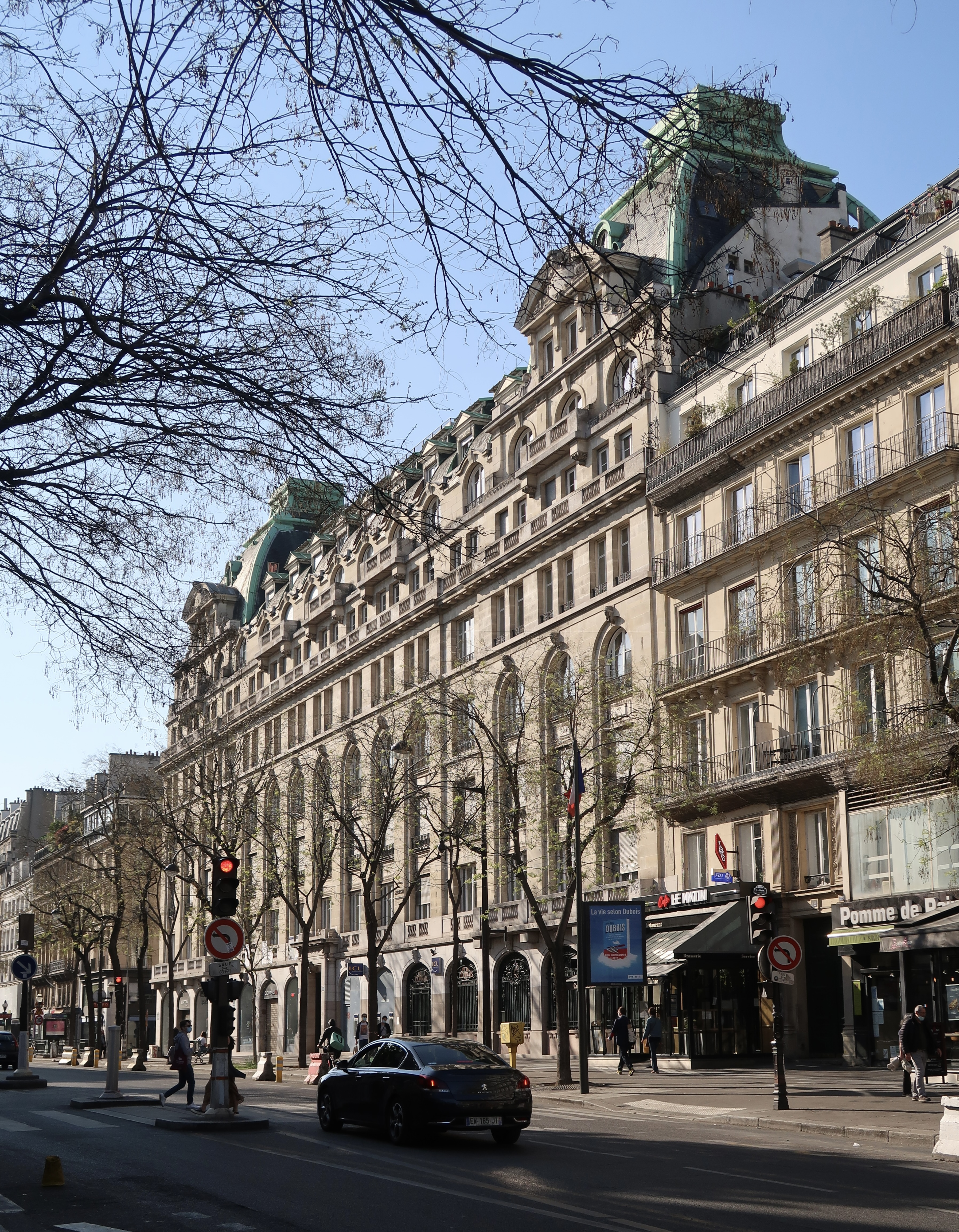
Nos 14-16.

- No 1 : le cinéma Le Grand Rex avec 6 salles de 100 à 500 places et une très grande salle de 2 700 places.
- Nos 2-4 : anciens locaux et imprimerie du journal Le Matin.
- No 5 : Rex Club, boîte de nuit.
- No 6 : ancien siège du journal Le Matin puis des journaux communistes L'Humanité, Libération, Ce soir et Regards[2].
- No 7 : ancien magasin de nouveautés Cheuvreux-Aubertot. Après la fermeture de l'établissement, Léon Gaumont ouvre sa première salle de cinéma, en 1908, le Gaumont-Théâtre. Il ferme en 1977[3].
- No 11 : un restaurant Bouillon Duval s'y trouvait au XIXe siècle. Emplacement où se situait le célèbre music-hall de l'ABC (1935-1965).
- No 14 : 
  - à cette adresse s'installe de 1849 à 1850, le photographe américain Warren T. Thompson[4].
  - emplacement du cinéma « Midi-Minuit », ouvert en 1939 alors spécialisé dans des films d'aventures, de guerre, policier, d'horreur, de fantastique puis dans les années 1970 dans les films érotiques puis X. Il ferma en 1985[5],[6],[7].
- No 16 : manufacture Detouche qui réalisa de nombreux services d'argenterie au XIXe siècle.
- No 17 : devanture de boutique de l'ancien studio de photographie artistique Arjalew, également établi au 4, rue du Faubourg-Montmartre.
- No 20 : en 1894 y est installé le premier Kinetoscope Parlor de France[8]. Le magasin de fourrure de la famille de Jérôme Clément fut saisi pendant la Seconde Guerre mondiale par les nazis.

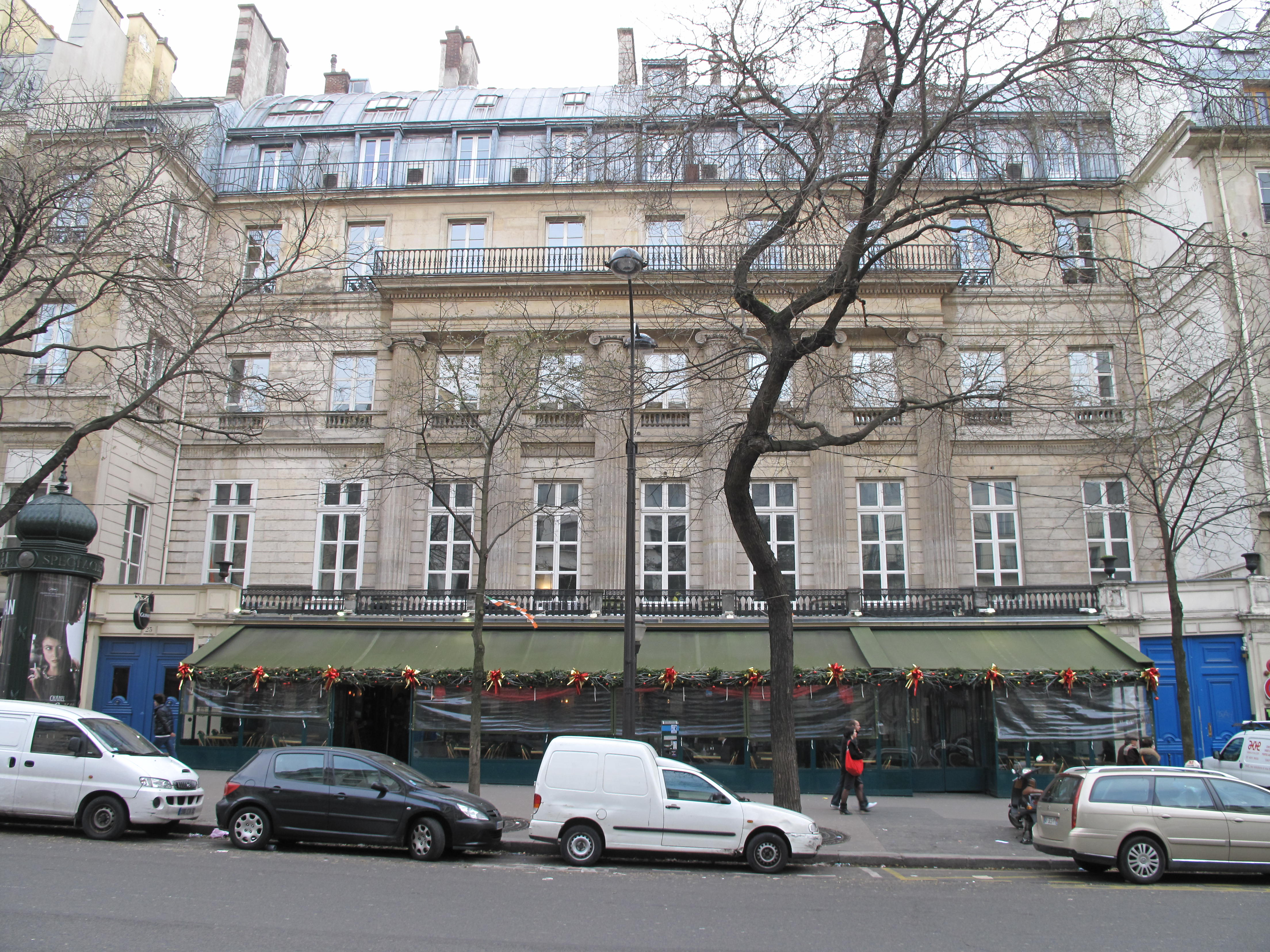
L'hôtel de Montholon.

- No 23 : hôtel de Montholon, construit en 1785 par François Soufflot le Romain pour Nicolas de Montholon, président du Parlement de Normandie, dont une rue porte son nom. Il en confia l'étude à Lequeu qui s'inspira de l'hôtel Benoît de Sainte-Paulle (dit hôtel Chéret), construit en 1773 au 30, rue du Faubourg-Poissonnière par Samson-Nicolas Lenoir. La façade est en léger retrait par rapport à l'alignement pour ménager au premier étage une terrasse permettant de jouir de la verdure du boulevard. Elle est ornée d'un ordre colossal de pilastres ioniques. Malgré les dénaturations ultérieures, notamment les garde-corps en fonte ajoutés au XIXe siècle, c'est l'un des seuls exemples conservés des hôtels qui se construisirent sur les boulevards parisiens avec l'hôtel Chéret et l'hôtel de Mercy-Argenteau.
- No 24 : le cinéma Max Linder Panorama et le théâtre des Nouveautés construit en 1921.
- No 25 : boîte de nuit lesbienne Pulp, entre 1997 et 2007.
- No 27 : Frédéric Chopin y séjourne de 1831 à 1836. En 1894 ouvre le café-concert, le Parisiana, qui ferme en 1910 puis devient un cinéma[9], jusqu'à sa fermeture en 1987[10].
- No 28 : musée franco-russe avec une collection réunie par Philippe Deschamps.
- No 32 : Le Brébant, café-restaurant fondé en 1865. Il fut célèbre au XIXe siècle pour les dîners — c'est-à-dire à l'époque les déjeuners — qu'y organisaient des membres de l'élite intellectuelle et artistique parisienne. Il était également le lieu de rendez-vous de plusieurs goguettes.

## Littérature
Dans Bel-Ami, l'écrivain Guy de Maupassant fait travailler son personnage Georges Duroy au journal La Vie française, boulevard Poissonnière.

## Pour approfondir